# マンリッヒャーM1886
シュタイヤー＝マンリッヒャーM1886またはM86は、オーストリア＝ハンガリー帝国が1886年に制式採用した小銃である。

## 概要
M1886はオーストリア＝ハンガリー帝国軍に主力装備として配備された初の連発式ボルトアクション小銃で、それまで主力小銃として運用されていたヴェルンドル M1867の更新を目的に試作されたマンリッヒャー M1885を原型としている。
弾薬はM1867と共通の11×58mmR（リムド）弾が用いられたが、装薬に黒色火薬を用いていたこともあり、無煙火薬の普及が進む1880年代後半には旧式化しつつあった。このため、運用開始から僅か2年後の1888年には無煙火薬を用いる8×52mmR弾および同弾薬に対応したマンリッヒャー M1888が開発され、短期間で主力の座を譲ることとなった。

## 特徴

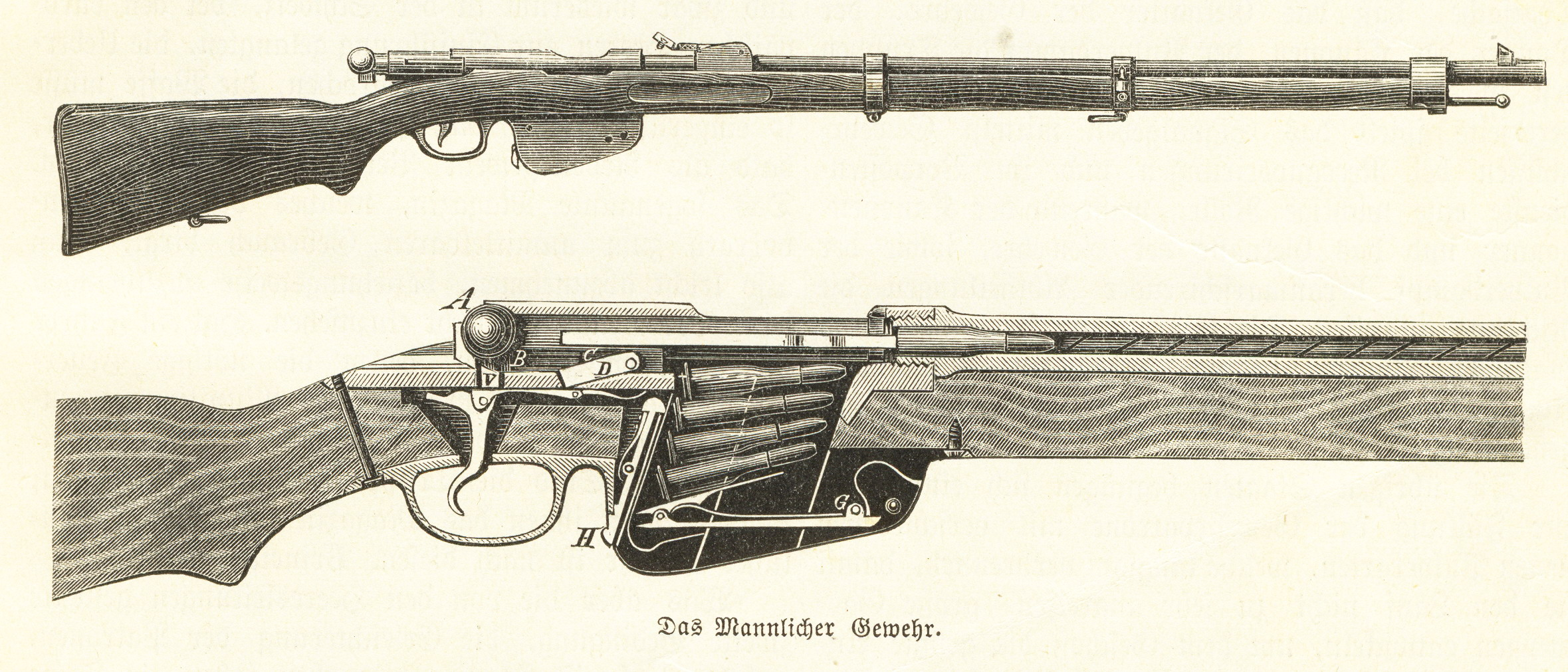
M1886の構造図

M1886は一般に配備された軍用小銃としては初のストレートプルボルトアクション小銃であり、優れた速射性能を発揮した。この作動機構は後のシュタイヤー・マンリッヒャー製小銃に受け継がれたほか、カナダのロス・ライフルなどにも模倣された。
装弾にはエンブロック型の挿弾子が使用された。これは弾薬を挿弾子ごと弾倉に挿入する方式であった。M1886を初めとするシュタイヤー・マンリッヒャー製小銃の場合は、最終弾が挿弾子から抜き取られて薬室へ送り込まれると、挿弾子が保持を失い、弾倉下部の穴から自重で排出された。
銃剣はナイフ型であり、銃身の左側面に取り付けた。
また、実用上問題の無い細微な欠陥を持つ部品には「ⅡQ」の刻印が押され、これらの部品を用いて組み立てられたM1886は二級品として割引価格で国外へ輸出された。

## バリエーション
M1886
通常型
M1886-88
M1886を基として8×52mmリムド弾に対応させた仕様。改造は1888年から1892年の間に行われ、製造されたM1886のうち95%がこの仕様に変更された。M1886-90と表記されることもあるが、実際に使用された呼称であるかどうかは不明である。
騎兵銃型
少数が製造された後、歩兵銃型のM1886と同じく使用弾薬変更のための改造が施された。また、銃剣は刀身が片刃で長い騎兵銃専用の物が用いられた。

## 運用国
- オーストリア＝ハンガリー帝国
- 清[3]
- スペイン[4]
- チェコスロバキア[2]
- チリ[2]
- ブルガリア王国[5]